# Minoa euphorbiata
Minoa euphorbiata är en fjärilsart som beskrevs av Ignaz Schiffermüller 1775. Minoa euphorbiata ingår i släktet Minoa och familjen mätare. Inga underarter finns listade i Catalogue of Life.